# زلزال أنطاكية (115)
زلزال أنطاكية 115 هو زلزال ضرب أنطاكية في 13 كانون الأول/ديسمبر عام 115 للميلاد، وبلغت قوته 7.5 درجة حسب مقياس درجة العزم الزلزالي. وقد دمّر الزلزال مدينة أنطاكية ونواحيها، وتسبب بخسائر كبيرة في الأرواح والممتلكات. أدّى هذا الزلزال إلى نشوء موجات مدّ عاتية (تسونامي أو سنامات) في البحر الأبيض المتوسط، وقد ألحقت هذه الأمواج العاتية أضرارًا بالغة بميناء قيسارية. كان الإمبراطور الروماني تراجان موجودًا في منطقة مركز الزلزال عند وقوعه، كما شهدَهُ هادريان الذي أصبح إمبراطورًا خلَفًا له.

## أضرار الزلزال
وصف الكاتب كاسيوس ديو في مؤلفاته هذا الزلزال. تحدث كاسيوس في كتاباته عن أنطاكية وقال بأنها مدينة مكتظة بالجنود والسكان الذين وفدوا إليها من جميع أنحاء الإمبراطورية الرومانية، لأن الإمبراطور تراجان كان يمضي فيها فصل الشتاء. حسب روايته بدأ الزلزال بصوت هدير مدوي، أعقبه زلزال هائل. تم إلقاء وتطاير الناسُ والأشجار في الهواء. وقتل عدد كبير من الاشخاص عندما سقطت عليهم البيوت والمباني المختلفة، وعلق كثيرون غيرهم تحت الأنقاض. وتسببت الزلازل الارتدادية التي وقعت في نفس المنطقة خلال الأيام التي أعقبت الزلزال الرئيسي في مقتل بعض الأشخاص الذين نجوا من الزلزال الأوّل، بينما مات أشخاص آخرون جوعًا تحت أنقاض المباني المدمَّرة. خلال الزلزال، تمكن الإمبراطور الروماني تراجان من الهرب من المنزل الذي كان يقيم فيه عندما قفز من النافذة، فأصيب بجروح طفيفة. ولمّا خشي من وقوع زلازل أخرى، انتقل تراجان مع حاشيته إلى ميدان سباق الخيل المفتوح في أنطاكية.

كما دمَّر الزلزال مدينة أفاميا، وألحق أضرارًا جسيمة بمدينة بيروت، كما ضرب التسونامي الناجم عن الزلزال العديد من المدن الساحلية، وخاصة قيسارية ويُبنى.

ليس من الواضح ما هو مصدر الإدّعاء بأنَّ عدد القتلى في هذا الزلزال قد بلغ 260 ألفًا. فقد ورد فقط في الكتب الموضوعة بعد أن مضت مئات السنين على وقوع هذا الزلزال.

## ما بعد الزلزال
بدأ تراجان بترميم أنطاكية، ولكن على ما يبدو فإن هادريان هو من اكمل أعمال الترميم. كان لدى تراجان نسخة من تمثال تيكة من عمل النحات أوثوكيديس، نصبه في المدرج الجدي لإحياء ذكرى إعادة بناء المدينة. يعود تاريخ جميع الفسيفساء التي عُثِر عليها في أنطاكية تقريبًا إلى ما بعد الزلزال.